# Alice Miller
För andra betydelser, se Alice Miller (olika betydelser).
Alice Miller, född 12 januari 1923 i polska Piotrków Trybunalski, död 14 april 2010 i franska Saint-Rémy-de-Provence, var en polsk-schweizisk psykoanalytiker och författare. Hon är känd för ett skärskådande av barndomen och ett undersökande av ursprunget till bland annat psykiska sjukdomar, destruktivitet och självdestruktivitet. Efter ett arbete enligt den psykoanalytiska läran i många år tyckte sig Miller se ett mönster i sina patienters lidande och det såg ut som övergrepp från föräldrarna under barndomen. Hon bestämde sig för att viga resten av sitt liv åt ett författarskap som utforskar detta tema.

## Teori
Alice Miller menar att grunden till problemet är maktförhållandet mellan barn och förälder. Ett barn är beroende av sina föräldrar från födseln till början av tonåren medan föräldrarna inte är beroende av barnet. När en förälder medvetet eller omedvetet begår övergrepp (fysiska, sexuella, verbala) mot sina barn kan barnet inte hantera detta på annat sätt än genom bortträngning, enligt psykoanalytisk teori. Borträngning är en psykisk försvarsmekanism som får trauman att framstå som försvunna, men egentligen är de lagrade i det omedvetna. Traumatiska upplevelser kommer sedan att påverka personen under resten av livet i form av till exempel psykiska besvär, missbruk eller våld. Skadan kan repareras, menar Miller i enlighet med vedertagen terapeutisk praxis, om individen görs medveten om sin biografi och ges möjlighet att som vuxen bearbeta upplevelserna från barndomen. Alice Miller perspektiv är att varken ge föräldrar eller barn skulden, hon betonar däremot vikten av att i behandlingen av den vuxna klienten agera som ett osvikligt ombud för dennes barndomsupplevelser.

## Traditionell psykologi
Många av de traditionella psykologiska skolorna som till exempel Sigmund Freuds psykoanalys ser barndomen som roten till den lidande vuxnes problem. Skillnaden mellan Miller och dessa är emellertid att föräldrarnas överföring från deras egen obearbetade uppväxt, hos Miller ges skulden. Hon anser att traditionell psykoterapi är skadlig, för den tenderar att skuldbelägga barnet. Miller lånar dock ofta koncept och termer från andra psykologiska skolor.

## Barnaga
Ett fenomen som Miller alltid ställt sig kritisk till är barnagan. Hon anser att barnaga orsakar hjärnskador, psykisk sjukdom och våldsamma tendenser. Hon anser dessutom att barnagan ofta utgör en stor del av orsaken till krig och folkmord. Miller har ofta lovordat Sverige som det första landet i världen att förbjuda barnaga.

## Religion
Alice Miller har ett flertal gånger kritiserat västerländsk religion. Hon ser den som en av de primära orsakerna till att barn utsätts för övergrepp. Miller använder ofta två citat ur Bibeln som exempel. Det ena är Andra Moseboken 20:12 som uppmuntrar barnet till underkastelse, det andra är Ordspråksboken 13:24 då detta uppmuntrar till barnaga.
| ”              | Hedra din fader och din moder, för att du må länge leva i det land som HERREN, din Gud, vill giva dig. | „ |
| – 2 Mos. 20:12 | |   |

| ”             | Den som spar sitt ris, han hatar sin son, men den som älskar honom agar honom i tid. | „ |
| – Ords. 13:24 |                                                                                      |   |

## Hemsida
Miller hade sedan åtminstone 2001 en webbplats tillgänglig på engelska, franska och tyska. På hemsidan publicerade Miller flygblad, artiklar och brev från läsare.